# Sonando diferente
Sonando diferente es el primer álbum de estudio del dúo puertorriqueño Yaga & Mackie. Fue publicado el 18 de julio de 2002 bajo el sello discográfico independiente Diamond Music, y cuenta con la producción mayoritaria de los productores Luny Tunes, Noriega y DJ Blass.

## Antecedentes
Previo a su debut como dúo, ambos debutaron en 1995 dentro de la escena underground, apareciendo en álbumes presentados por DJ Eric y DJ Joe. Yaga había formado un dúo temporal con Don Omar en 1999 y estuvo participando en algunos shows de The Noise junto al rapero O.G. Black. Por otro lado, Mackie era amigo del dúo de productores y compositores Yai & Toly.
En 2001, debutaron con la canción «En la disco», la cual formó parte de la compilación Warriors III, a pesar de que no tenían planeado ser un dúo. Después de algunas colaboraciones, firmaron con el sello Diamond Music a cargo del productor Iván Joy, mientras apoyaban al dúo Zion & Lennox, del cual, Lennox es hermano de Mackie.

## Lista de canciones
| N.º   | Título                                                 | Productor(es)        | Duración |  |
| 1.    | «Intro»                                                | Mr. G · TNB          | 2:03     |  |
| 2.    | «Si tú me calientas»                                   | Luny Tunes · Noriega | 2:43     |  |
| 3.    | «Maúlla» (con Daddy Yankee)                            | Luny Tunes · Noriega | 3:16     |  |
| 4.    | «Yo quisiera» (con Tego Calderón)                      | Luny Tunes · TNB     | 4:09     |  |
| 5.    | «Mi mujer» (con Don Chezina)                           | DJ Blass             | 3:31     |  |
| 6.    | «De placer»                                            | DJ Blass             | 2:52     |  |
| 7.    | «Niña» (con Speedy)                                    | Luny Tunes · Noriega | 3:41     |  |
| 8.    | «Muñequita» (con Johnny Prez)                          | Luny Tunes           | 4:18     |  |
| 9.    | «Ese soy yo» (con Maicol & Manuel)                     | DJ Blass             | 4:17     |  |
| 10.   | «Contra el viento»                                     | Luny Tunes · Noriega | 2:50     |  |
| 11.   | «Fanática» (con Baby Rasta & Gringo)                   | Luny Tunes · Noriega | 4:15     |  |
| 12.   | «Princesa» (con Cheka)                                 | Luny Tunes · Noriega | 2:31     |  |
| 13.   | «Niño mal agradecido» (con Karel y Voltio)             | Echo                 | 4:10     |  |
| 14.   | «Interlude» (Skit)                                     | TNB                  | 0:19     |  |
| 15.   | «Nativos» (Interpretado por Kenny, Eric, Yai y Lennox) | Mr. G · TNB          | 3:30     |  |
| 48:35 |                                                        |                      |          |  |

## Créditos y personal
Adaptado parcialmente desde los créditos del álbum original y Tidal.
Artistas y producción
- Javier «Yaga» Martínez — Artista principal, composición.
- Luis «Mackie» Pizarro — Artista principal, composición.
- Elvis «Mr. G» García — Producción.
- TNB — Composición, producción.
- Luny Tunes — Composición, producción.
- Norgie Noriega — Composición, producción.
- Daddy Yankee — Artista invitado, composición (pista 3).
- Tego Calderón — Artista invitado, composición (pista 4).
- Vladimir «DJ Blass» Félix — Producción.
- Don Chezina — Artista invitado, composición (pista 5).
- Juan Antonio «Speedy» Ortiz — Artista invitado, composición (pista 7).
- Johnny Prez — Artista invitado, composición (pista 8).
- Miguel «Maicol» Muñoz  — Artista invitado, composición (pista 9).
- Manuel Pérez — Artista invitado, composición (pista 9).
- Wilmer «Baby Rasta» Alicea — Artista invitado, composición (pista 11).
- Samuel «Gringo» Gerena — Artista invitado, composición (pista 11).
- David «Cheka» Lozada — Artista invitado, composición, coproducción (pista 12).
- Paul «Echo» Irrizary — Producción.
- Karel — Artista invitado, composición (pista 13).
- Julio «Voltio» Ramos — Artista invitado, composición (pista 13).
- Kenny  — Artista invitado, composición (pista 15).
- Eric — Artista invitado, composición (pista 15).
- Alex «Yai» Arocho Moreno — Artista invitado, composición (pista 15).
- Gabriel «Lennox» Pizarro — Artista invitado, composición (pista 15).

Diamond Music
- Iván Joy — Productor ejecutivo.
- DiscMakers — Masterización.
- Holly Chen — Ilustraciones.